# Ero felix
Ero felix är en spindelart som beskrevs av Thaler och van Harten 2004. Ero felix ingår i släktet Ero och familjen kaparspindlar. Inga underarter finns listade i Catalogue of Life.